# Красновка (Наровлянский район)
Красновка (бел. Красноўка) — деревня в Кировском сельсовете Наровлянского района Гомельской области Беларуси.
Кругом лес.

## География

### Расположение
В 44 км на юго-запад от Наровли, 41 км от железнодорожной станции Ельск (на линии Калинковичи — Овруч), 222 км от Гомеля.

### Гидрография
На реке Ханя (приток реки Желонь (Мухоедовский канал)).

## Транспортная сеть
Транспортные связи по просёлочной, а затем автодороге Габрилеевка — Наровля. Планировка состоит из прямолинейной улицы, ориентированной с юго-запада на северо-восток, которую по центру пересекает длинная, чуть загнутая улица, а параллельно ей с западной стороны проходит отделённая рекой третья, более короткая улица. Застройка двусторонняя, деревянная, усадебного типа.

## История
Обнаруженные археологами могильник (9 насыпей, в 1,5 км на юго-запад от деревни, в урочище Мхи) и могильник (3 насыпи, в 1,5 км на юго-запад от деревни) свидетельствуют о заселении этих мест с давних времён. По письменным источникам известна с начала XIX века. В 1825 году деревню у Гольстов купил С. И. Горват. В 1834 году в Речицком уезде. Согласно переписи 1897 года действовал 60 дворов, 329 жителей, хлебозапасный магазин, в Дерновичской волости Речицкого уезда Минской губернии. В конце XIX века построена езкоколейная железная дорога, которая связывала деревню с Наровлей. По ней перевозился лес, который затем сплавлялся по Припяти. В фольварке Красновка, который принадлежал Горватам, действовала лесопилка (с 1898 года). В 1908 году деревня и фольварк.
В 1922 году деревня Буда-Красновская переименована в деревню Красновка, работала начальная школа. С 20 августа 1924 года до 17 декабря 1986 года центр Красновского сельсовета Наровлянского, с 25 декабря 1962 года Ельского, с 6 января 1965 года Наровлянского районов Мозырского (до 26 июля 1930 года и с 21 июня 1935 года по 20 февраля 1938 года) округа, с 20 февраля 1938 года Полесской, с 8 января 1934 года Гомельской областей.
В 1930 году организованы колхозы «Колос» и «Парижская коммуна», работали 2 кузницы. В 1936 году начальная школа преобразована в 7-летнюю. Во время Великой Отечественной войны действовала подпольная группа (руководитель С. Предченко). Около деревни погибли 9 советских солдат и партизан (похоронены в братской могиле в центре деревни). На фронтах и в партизанской борьбе погибли 106 жителей, память о них увековечивает скульптура солдата, установленная в 1957 году в центре деревни. Согласно переписи 1959 года в составе совхоза «Дзержинский» (центр — деревня Дзержинск). Располагались комбинат бытового обслуживания, 9-летняя школа, клуб, библиотека, фельдшерско-акушерский пункт, отделение связи, магазин.
До 31 октября 2006 года в составе Красновском сельсовете, с 31 октября 2006 года в Кировском сельсовете.

## Население

### Численность
- 2004 год — 75 хозяйств, 143 жителя.

### Динамика
- 1834 год — 15 дворов.
- 1908 год — 76 дворов, 509 жителей; фольварк 17 жителей.
- 1959 год — 710 жителей (согласно переписи).
- 2004 год — 75 хозяйств, 143 жителя.

## Культура
- Клуб-библиотека

## Достопримечательность
- Курганный могильник периода раннего Средневековья: 2 группы через 250 м, 20 курганов и 1 курганоподобная насыпь для выпала дегтя, XI-XIII вв.